# 3431-es busz
A 3431-es jelzésű regionális autóbuszvonal Eger, Kerecsend/Maklár, Tiszanána, Poroszló és Tiszafüred között húzódik, amelyet a MÁV Személyszállítási Zrt. üzemeltet.

## Útvonala
Az autóbuszvonal Heves vármegye megyeszékhelyét és egyik járásközpontját, Egert és Tiszafüredet köti össze kettő útvonalon, melynek egyikén Kerecsend, Füzesabony, Dormánd, Besenyőtelek, Kömlő, Tiszanána, Sarud, Újlőrincfalva és Poroszló; másikán Andonaktálya, Nagytálya, Maklár, Füzesabony, Dormánd, Besenyőtelek és Poroszló településeket fűzi útvonalára, alkalmanként kombinálva a kettő utat.
A járatok Egeren belül a forgalmasabb; azon kívül minden állomáson és megállóhelyen megállnak, köztük fellelhetőek gyorsított és céljáratok is. A megyeszékhelyen belül kerecsendi fele Lajosvárost a 25-ös főúton; maklári fele Tihamért érinti a 2501-es mellékúton. 
- egyik része Kerecsend felé közlekedik továbbra is a 25-ösön, majd a 3-as főúton Füzesabonyba.
- másik része a Kistályai úton halad Andornaktályára, Nagytályára és Maklárra és a 251-es főúton csatlakozik Füzesabonyba.

Egy iskolai indítás a II. számú tagiskolához kitérést tesz.
Később a 33-as főúton tartózkodnak Dormándon és Besenyőtelken át, ahol ismét szétválik a vonalvezetés: a legtöbb busz Kömlő, Tiszanána és Sarud érintésével közutakon folytatja járatát, kisebbik fele a 33-ason marad Poroszlóig. Az üdülőtelepülés után a Tisza-tó mentén jutnak el végállomásukra, a tiszafüredi buszállomásra.

## Közlekedése
Az autóbuszjáratok a hét minden napján közlekednek, a legtöbb járat Eger és Besenyőtelek, valamint Sarud között, de csonkajáratok indulnak Tiszanána–Sarud és Poroszló–Tiszafüred viszonylatokon is. Hétvégente több járat is rövidített útvonalon, Poroszlóig ingázik.
Eger és Tiszafüred kapcsolatát tovább emelik:
- Besenyőtelek–Poroszló között a 33-as főúton az 1343-as buszok
- Mezőkövesd érintésével az 1344-es, 1447-es és 1468-as buszok.

Eger és Maklár között a 3435-ös; Eger és Kömlő között a 3430-as és 3434-es; Eger és Tiszanána között a 3433-as és 3436-os; Kömlő és Tiszafüred között az 1068-as és 3562-es buszok útján haladnak.
| Viszonylat                                 | Indításszám     | Közlekedési rend                                                 |
| ------------------------------------------ | --------------- | ---------------------------------------------------------------- |
| Eger, aut. áll. – Besenyőtelek, temető     | 4 oda, 2 vissza | tanítási naponta, kiv. a hetek utolsó tanítási napján            |
| Eger, aut. áll. – Besenyőtelek, temető     | 3 oda, 2 vissza | a hetek utolsó tanítási napján                                   |
| Eger, aut. áll. – Besenyőtelek, temető     | 2 oda, 1 vissza | tanszünetben munkanaponta                                        |
| Eger, aut. áll. ⭠ Tiszanána, Fő tér        | 1 vissza        | munkanaponta                                                     |
| Eger, aut. áll. ⭠ Sarud, kh.               | 1 vissza        | tanszünetben munkanaponta                                        |
| Eger, aut. áll. – Sarud, Táncsics út 26.   | 3 oda, 2 vissza | munkanaponta                                                     |
| Eger, aut. áll. – Sarud, Táncsics út 26.   | 1 pár           | szabadnaponta                                                    |
| Eger, aut. áll. – Sarud, Táncsics út 26.   | 1 vissza        | a hetek első iskolai előadási napját megelőző munkaszüneti napon |
| Eger, aut. áll. – Poroszló vá.             | 3 oda, 2 vissza | munkanaponta                                                     |
| Eger, aut. áll. – Poroszló vá.             | 4 pár           | szabadnaponta                                                    |
| Eger, aut. áll. – Poroszló vá.             | 2 pár           | munkaszüneti naponta                                             |
| Eger, aut. áll. – Tiszafüred, aut. áll.    | 4 oda, 5 vissza | tanítási naponta                                                 |
| Eger, aut. áll. – Tiszafüred, aut. áll.    | 4 pár           | tanszünetben munkanaponta                                        |
| Tiszanána, Fő tér ➝ Sarud, Táncsics út 26. | 1 oda           | tanítási naponta                                                 |
| Tiszanána, Fő tér – Poroszló vá.           | 1 vissza        | munkanaponta                                                     |
| Tiszanána, Fő tér – Poroszló vá.           | 1 pár           | szabadnaponta                                                    |
| Tiszanána, Fő tér – Tiszafüred, aut. áll.  | 1 pár           | tanítási naponta                                                 |
| Tiszanána, Fő tér – Tiszafüred, aut. áll.  | 1 oda           | tanszünetben munkanaponta                                        |
| Sarud, Táncsics út 26. ⭠ Poroszló vá.      | 1 vissza        | tanszünetben munkanaponta                                        |
| Sarud, kh. ➝ Tiszafüred, aut. áll.         | 1 oda           | tanítási naponta                                                 |
| Poroszló, posta ➝ Tiszafüred, aut. áll.    | 1 oda           | tanítási naponta                                                 |

### Járművek
Az autóbuszvonalon kizárólag szóló autóbuszok közlekednek, melyek többségében Credo Econell 12 járművek. Ezen kívül rendszeresen megjelennek Setra S419-esek, Volvo Alfa Regiók is néhány régebbi Credo és Ikarus variáns mellett.

### Csatlakozások
- Füzesabony vasútállomáson – Budapest és Miskolc felé/felől vonatra (Budapest–Sátoraljaújhely-vasútvonal).

## Megállóhelyei
| 3431 (Eger – Kerecsend – Tiszanána – Poroszló – Tiszafüred)                                                     | 3431 (Eger – Kerecsend – Tiszanána – Poroszló – Tiszafüred) | 3431 (Eger – Kerecsend – Tiszanána – Poroszló – Tiszafüred) | 3431 (Eger – Kerecsend – Tiszanána – Poroszló – Tiszafüred) | 3431 (Eger – Kerecsend – Tiszanána – Poroszló – Tiszafüred) | 3431 (Eger – Kerecsend – Tiszanána – Poroszló – Tiszafüred)                                                                       | 3431 (Eger – Kerecsend – Tiszanána – Poroszló – Tiszafüred) | 3431 (Eger – Kerecsend – Tiszanána – Poroszló – Tiszafüred) |
| 3431 (Eger – Maklár – Sarud ⭠ Poroszló ⭠ Tiszafüred)                                                            | 3431 (Eger – Maklár – Sarud ⭠ Poroszló ⭠ Tiszafüred)        | 3431 (Eger – Maklár – Sarud ⭠ Poroszló ⭠ Tiszafüred)        | 3431 (Eger – Maklár – Sarud ⭠ Poroszló ⭠ Tiszafüred) | 3431 (Eger – Maklár – Sarud ⭠ Poroszló ⭠ Tiszafüred)        | 3431 (Eger – Maklár – Sarud ⭠ Poroszló ⭠ Tiszafüred)                                                                              | 3431 (Eger – Maklár – Sarud ⭠ Poroszló ⭠ Tiszafüred)        | 3431 (Eger – Maklár – Sarud ⭠ Poroszló ⭠ Tiszafüred) |
| 3431 (Eger – Maklár – Besenyőtelek – Poroszló – Tiszafüred)                                                     | 3431 (Eger – Maklár – Besenyőtelek – Poroszló – Tiszafüred) | 3431 (Eger – Maklár – Besenyőtelek – Poroszló – Tiszafüred) | 3431 (Eger – Maklár – Besenyőtelek – Poroszló – Tiszafüred) | 3431 (Eger – Maklár – Besenyőtelek – Poroszló – Tiszafüred) | 3431 (Eger – Maklár – Besenyőtelek – Poroszló – Tiszafüred)                                                                       | 3431 (Eger – Maklár – Besenyőtelek – Poroszló – Tiszafüred) | 3431 (Eger – Maklár – Besenyőtelek – Poroszló – Tiszafüred) |
| Sorszám (↓) | Sorszám (↓)                                                 | Sorszám (↓)                                                 | Megállóhely | Kilométer (↓)                                               | Kilométer (↓) | Kilométer (↓)                                               | Átszállási kapcsolatok |
| --- | ----------------------------------------------------------- | ----------------------------------------------------------- | --- | ----------------------------------------------------------- | --- | ----------------------------------------------------------- | --- |
| 0 | 0                                                           | 0                                                           | Eger, autóbusz-állomás végállomás | 0.0 km                                                      | 0.0 km | 0.0 km                                                      | 2, 2A, 4, 5, 5A, 6, 7, 7A, 11, 12, 14, 14E, 16, 17, 112, 914 1049, 1050, 1051, 1053, 1054, 1343, 1344, 1346, 1347, 1348, 1349, 1351, 1352, 1362, 1380, 1383, 1426, 1427, 1428, 1447, 1466, 1468, 1517 3400, 3402, 3403, 3405, 3406, 3407, 3408, 3409, 3410, 3411, 3412, 3414, 3415, 3416, 3417, 3418, 3419, 3420, 3423, 3424, 3426, 3430, 3432, 3433, 3434, 3435, 3440, 3441, 3442, 3443, 3444, 3445, 3446, 3448, 3450, 3455, 3456, 3457, 3458, 3462, 3469, 3470, 3471, 3472, 3473, 3474, 3476, 3479, 3480, 3481, 3482, 3483, 3484, 3488, 3604, 3660, 3667, 4012, 4014, 4015, 4157 |
| ∫ | ∫                                                           | ∫                                                           | Eger, színház (↑) | 0.7 km                                                      | 0.7 km | 0.7 km                                                      | 2, 2A, 7, 7A, 11, 12, 14, 14E, 17, 112 1053, 1054, 1343, 1344, 1346, 1348, 1362, 1380, 1381, 1426, 1427, 1428, 1447, 1468, 1517 3402, 3408, 3410, 3411, 3414, 3419, 3420, 3423, 3424, 3426, 3430, 3433, 3434, 3435, 3436, 3440, 3441, 3442, 3443, 3444, 3445, 3448, 3667, 4011, 4014, 4015, 4018, 4021, 4022, 4157 |
| | 1                                                           | 1                                                           | Eger, Hadnagy utca |                                                             | 2.0 km | 2.0 km                                                      | 2, 2A, 3A, 4, 5, 5A, 6, 16, 914 1343, 1344, 1346, 1380, 1381, 1426, 1427, 1447, 1448, 1468 3405, 3406, 3419, 3420, 3424, 3426, 3435, 4014, 4015, 4018, 4021, 4022 |
| ∫ | ∫                                                           | Eger, Homok utca (↑)                                        | 2.6 km | 2.6 km                                                      | 2, 2A, 3A, 4, 5, 5A, 6, 16, 914 1343 3405, 3406, 3419, 3420, 3435                                                                 |                                                             | |
| 2 | 2                                                           | Eger, ZF Hungária Kft.                                      | 3.4 km | 3.4 km                                                      | 4, 5 1343, 1344, 1346, 1380, 1381, 1426, 1427, 1447, 1448, 1468 3405, 3424, 3426, 3435, 4014, 4015, 4018, 4021, 4022              |                                                             | |
| 3 | 3                                                           | Eger, SCHÖN KAEV Kft.                                       | 4.0 km | 4.0 km                                                      | 4, 5 3405, 3424, 3426, 3435 |                                                             | |
| 4 | 4                                                           | Eger, Erzsébet-völgy                                        | 4.6 km | 4.6 km                                                      | 4, 5 1381, 1426, 1427 3405, 3424, 3426, 3435, 4014, 4015, 4018, 4021                                                              |                                                             | |
| 5 | 5                                                           | Eger, Kistályai út                                          | 5.4 km | 5.4 km                                                      | 4, 5 1344, 1380, 1381, 1426, 1427, 1447, 1448, 1468 3405, 3414, 3423, 3424, 3426, 3435, 3436, 4014, 4015, 4018, 4021, 4157        |                                                             | |
| 6 | 6                                                           | Andornaktálya, tórét                                        | 5.9 km | 5.9 km                                                      | 3405, 3414, 3423, 3424, 3426, 3435, 3436                                                                                          |                                                             | |
| 7 | 7                                                           | Andornaktálya, iskola                                       | 6.6 km | 6.6 km                                                      | 1343, 1344, 1346, 1380, 1381, 1426, 1427, 1447, 1448, 1468 3405, 3414, 3423, 3424, 3426, 3435, 3436, 4014, 4015, 4018, 4021, 4157 |                                                             | |
| 8 | 8                                                           | Andornaktálya, községháza                                   | 7.6 km | 7.6 km                                                      | 1344, 1381, 1426, 1427 3405, 3414, 3423, 3424, 3426, 3435, 3436, 4014, 4015, 4018, 4021, 4157                                     |                                                             | |
| 9 | 9                                                           | Andornaktálya, Szent András kápolna                         | 8.2 km | 8.2 km                                                      | 1344, 1346 3405, 3414, 3423, 3424, 3426, 3435, 3436                                                                               |                                                             | |
| 10 | 10                                                          | Andornaktálya, szociális otthon                             | 9.0 km | 9.0 km                                                      | 1343, 1344, 1346, 1380, 1381, 1426, 1427, 1447, 1448, 1468 3405, 3414, 3423, 3424, 3426, 3435, 3436, 4014, 4015, 4018, 4021, 4157 |                                                             | |
| 11 | 11                                                          | Nagytálya, Kölcsey Ferenc út 33.                            | 11.1 km | 11.1 km                                                     | 3405, 3414, 3423, 3424, 3426, 3435, 3436                                                                                          |                                                             | |
| 12 | 12                                                          | Nagytálya, bejárati út                                      | 11.7 km | 11.7 km                                                     | 1343, 1346 3405, 3414, 3423, 3424, 3426, 3435, 3436, 4014                                                                         |                                                             | |
| 13 | 13                                                          | Maklár, gyógyszertár                                        | 12.1 km | 12.1 km                                                     | 3423, 3424, 3426, 3436 |                                                             | |
| 14 | 14                                                          | Maklár, Templom tér                                         | 12.8 km | 12.8 km                                                     | 1343, 1346 3405, 3414, 3423, 3424, 3426, 3435, 3436, 4014                                                                         |                                                             | |
| 15 | 15                                                          | Maklár, régi vasútállomás                                   | 13.4 km | 13.4 km                                                     | 3405, 3423, 3426, 3430, 3436 |                                                             | |
| 16 | 16                                                          | Maklár, Robert Bosch Kft. körforgalom                       | 14.4 km | 14.4 km                                                     | 1346, 1466 3405, 3423, 3426, 3430, 4014                                                                                           |                                                             | |
| Munkanaponta 2 járat által érintett a Robert Bosch Kft. körforgalom megálló helyett.                            |                                                             |                                                             | |                                                             | |                                                             | |
| ∫ | ∫                                                           | ∫                                                           | Maklár, Robert Bosch Kft. | ∫                                                           | ∫ | ∫                                                           | 3424, 3426 |
| 1 |                                                             |                                                             | Eger vasútállomás, bejárati út | 1.4 km                                                      | |                                                             | 3A, 6, 11, 12, 13, 14, 14E, 112, 113 1050, 1051, 1053, 1054, 1343, 1346, 1348, 1362, 1380, 1383, 1402, 1427, 1466, 1517 3400, 3402, 3407, 3408, 3410, 3411, 3414, 3423, 3424, 3426, 3430, 3432, 3433, 3434, 3435, 3436, 3440, 3441, 3442, 3443, 3444, 3445, 3446, 3448, 3472, 3479, 3482, 3484, 3667, 4011, 4015, 4157 IR87 , személyvonat – Eger (87, 87a) |
| ∫ | Eger, Nagyváradi út (↑)                                     | 2.3 km                                                      | 3A, 6, 11, 12, 13, 14, 14E, 16, 112, 113, 914 1050, 1346, 1380, 1427, 1517 3402, 3407, 3408, 3410, 3411, 3414, 3423, 3430, 3433, 3435, 3442, 3443, 3445, 4011, 4015, 4157 |                                                             | |                                                             | |
| 2 | Eger, Tompa utca                                            | 3.0 km                                                      | 3A, 6, 11, 12, 13, 14, 14E, 16, 112, 113, 914 1050, 1051, 1053, 1054, 1343, 1346, 1348, 1362, 1380, 1427, 1466, 1517 3402, 3408, 3410, 3411, 3414, 3423, 3424, 3426, 3430, 3432, 3433, 3434, 3435, 3436, 3440, 3441, 3442, 3443, 3444, 3445, 3446, 3448, 3472, 3479, 3482, 3484, 3667, 4011, 4015, 4157 |                                                             | |                                                             | |
| 3 | Eger, olajmezők                                             | 6.1 km                                                      | 1466 3430, 3433, 3440, 3441, 3442, 3443 |                                                             | |                                                             | |
| 4 | Kerecsend, kertszövetkezet                                  | 7.3 km                                                      | 3424, 3430, 3433, 3434, 3440, 3441, 3442, 3443 |                                                             | |                                                             | |
| 5 | Kerecsend, Fő út 60.                                        | 13.7 km                                                     | 1050, 1054, 1343, 1348, 1362, 1402, 1427, 1466, 1517 3423, 3424, 3430, 3432, 3433, 3434, 3440, 3441, 3442, 3443, 3444, 3445, 3446, 3448, 3450, 3667 |                                                             | |                                                             | |
| 6 | Kerecsend, Füzesabonyi út 75.                               | 14.6 km                                                     | 1343, 1362, 1517 3423, 3424, 3430, 3432, 3433, 3434, 3450 |                                                             | |                                                             | |
| 7 | Pusztaszikszó                                               | 18.0 km                                                     | 1466 3423, 3424, 3430, 3432, 3433, 3434, 3450 |                                                             | |                                                             | |
| 8 | 17                                                          | 17                                                          | Füzesabony, Pikopack | 20.3 km                                                     | 19.3 km | 19.3 km                                                     | 1517 3423, 3424, 3426, 3430, 3432, 3433, 3434, 3436, 3450, 3500, 3511, 4014 |
| 9 | 18                                                          | 18                                                          | Füzesabony, erősítő üzem | 21.4 km                                                     | 20.4 km | 20.4 km                                                     | 1517 3423, 3424, 3426, 3430, 3432, 3433, 3434, 3436, 3450, 3500, 3511, 4014 |
| 10 | 19                                                          | 19                                                          | Füzesabony vasútállomás, bejárati út | 23.0 km                                                     | 22.0 km | 22.0 km                                                     | 1343, 1346, 1466 3405, 3423, 3424, 3426, 3430, 3432, 3433, 3434, 3436, 3450, 3500, 3511, 4014 |
| 11 | 20                                                          | 20                                                          | Füzesabony vasútállomás | 24.2 km                                                     | 23.2 km | 23.2 km                                                     | 1343, 1346, 1362, 1376, 1466, 1517 3405, 3423, 3424, 3426, 3430, 3432, 3433, 3434, 3436, 3450, 3500, 3511, 4014 expresszvonat, IC, InterRégió, IR87 , sebesvonat, személyvonat – Füzesabony (80, 87a, 108) |
| 12 | 21                                                          | 21                                                          | Füzesabony vasútállomás, bejárati út | 25.4 km                                                     | 24.4 km | 24.4 km                                                     | 1343, 1346, 1466 3405, 3423, 3424, 3426, 3430, 3432, 3433, 3434, 3436, 3450, 3500, 3511, 4014 |
| Tanítási naponta 1 járat által érintett.                                                                        |                                                             |                                                             | |                                                             | |                                                             | |
| ∫ | ∫                                                           | ∫                                                           | Füzesabony, II. számú iskola | ∫                                                           | ∫ | ∫                                                           | 3423, 3430 |
| 13 | 22                                                          | 22                                                          | Füzesabony, tüzép | 26.2 km                                                     | 25.2 km | 25.2 km                                                     | 1343, 1517 3430, 3430, 3432, 3433, 3434, 3436 |
| 14 | 23                                                          | 23                                                          | Dormánd, autóbusz-váróterem | 28.5 km                                                     | 27.5 km | 27.5 km                                                     | 1343, 1346 3430, 3432, 3433, 3434, 3436 |
| 15 | 24                                                          | 24                                                          | Besenyőtelek, kisbolt | 30.1 km                                                     | 29.1 km | 29.1 km                                                     | 1343 3430, 3432, 3433, 3434, 3436 |
| 16 | 25                                                          | 25                                                          | Besenyőtelek, központ | 30.7 km                                                     | 29.7 km | 29.7 km                                                     | 1343, 1346 3430, 3432, 3433, 3434, 3436 |
| 17 | 26                                                          |                                                             | Besenyőtelek, poroszlói elágazás | 31.6 km                                                     | 30.6 km |                                                             | 3430, 3433, 3434, 3436 |
| ∫ | ∫                                                           | ∫                                                           | Besenyőtelek, temető vonalközi végállomás | ∫                                                           | ∫ | ∫                                                           | 3430, 3433, 3434, 3436 |
| 18 | 27                                                          |                                                             | Bárczay tanya | 38.3 km                                                     | 37.3 km |                                                             | 3430, 3434 |
| 19 | 28                                                          | Kömlő, italbolt                                             | 42.2 km | 41.2 km                                                     | 1066, 1068, 1069, 1075, 1346, 1443 3430, 3433, 3434, 3436, 3561, 3562                                                             |                                                             | |
| 20 | 29                                                          | Kömlő, Egri út 132.                                         | 43.0 km | 42.0 km                                                     | 1066, 1068, 1069 3433, 3436, 3561, 3562                                                                                           |                                                             | |
| 21 | 30                                                          | Tiszanána, Ballók-tó                                        | 49.3 km | 48.3 km                                                     | 1066, 1068, 1069, 1346, 1443 3433, 3436, 3561, 3562                                                                               |                                                             | |
| 22 | 31                                                          | Tiszanána, Fő tér vonalközi végállomás                      | 50.3 km | 49.3 km                                                     | 1066, 1068, 1069, 1075, 1346, 1443 3433, 3436, 3561, 3562                                                                         |                                                             | |
| 23 | 32                                                          | Tiszanána, Cserepes                                         | 51.3 km | 50.3 km                                                     | 3562 |                                                             | |
| 24 | 33                                                          | Sarud, Petőfi út                                            | 57.2 km | 56.2 km                                                     | 1068 3432, 3562 |                                                             | |
| Munkanaponta 4 járat által nem érintett.                                                                        |                                                             |                                                             | |                                                             | |                                                             | |
| 25 | 34                                                          |                                                             | Sarud, községháza vonalközi végállomás | 57.9 km                                                     | 56.9 km |                                                             | 3432 |
| Tanítási naponta 6; tanszünetben munkanaponta 4; munkaszüneti naponta 0/1 járat által nem érintett.             |                                                             |                                                             | |                                                             | |                                                             | |
| 26 | 35                                                          |                                                             | Sarud, Táncsics út 26. vonalközi végállomás | 58.8 km                                                     | 57.8 km |                                                             | 3432 |
| 27 | 36                                                          | Sarud, községháza vonalközi véggállomás                     | 59.7 km | 58.7 km                                                     | 3432 |                                                             | |
| 28 | 37                                                          | Sarud, Petőfi út                                            | 60.4 km | 59.4 km                                                     | 1068 3432, 3562 |                                                             | |
| 29 | 38                                                          | Sarud, Pusztahídvég                                         | 62.1 km | 61.1 km                                                     | 1068 3432, 3562 |                                                             | |
| 30 | 39                                                          | Sarud, Csárda malom                                         | 63.3 km | 62.3 km                                                     | 3562 |                                                             | |
| 31 | 40                                                          | Újlőrincfalva, Fő út                                        | 64.9 km | 63.9 km                                                     | 1068 3432, 3562 |                                                             | |
| 32 | 41                                                          | Poroszló, Vágóhíd út                                        | 68.6 km | 67.6 km                                                     | 3432, 3562 |                                                             | |
| 33 | 42                                                          | 26                                                          | Poroszló, Fő út 81. | 69.1 km                                                     | 68.1 km | 47.6 km                                                     | 1343 3432, 3562 |
| 34 | 43                                                          | 27                                                          | Poroszló, református templom | 69.9 km                                                     | 68.9 km | 48.4 km                                                     | 1068, 1343 3432, 3562 |
| Munkanaponta 7; szabadnaponta 10; munkaszüneti naponta 4 járat által érintett.                                  |                                                             |                                                             | |                                                             | |                                                             | |
| ∫ | ∫                                                           | ∫                                                           | Poroszló, posta vonalközi végállomás | ∫                                                           | ∫ | ∫                                                           | 1344, 1375, 1377, 1447, 1448, 1468 3432 |
| Tanítási naponta 6; tanszünetben munkanaponta 7; szabadnaponta 10; munkaszüneti naponta 4 járat által érintett. |                                                             |                                                             | |                                                             | |                                                             | |
| ∫ | ∫                                                           | ∫                                                           | Poroszló vasútállomás vonalközi végállomás | ∫                                                           | ∫ | ∫                                                           | 3432 sebesvonat, személyvonat – Poroszló (108) |
| 35 | 44                                                          | 28                                                          | Poroszló, Ökocentrum | 70.5 km                                                     | 69.5 km | 49.0 km                                                     | 1068, 1343, 1344, 1375, 1377, 1447, 1448, 1468 3562 |
| 36 | 45                                                          | 29                                                          | Tiszafüred, autóbusz-állomás végállomás | 79.4 km                                                     | 78.4 km | 57.9 km                                                     | 1 1068, 1075, 1301, 1343, 1344, 1375, 1377, 1447, 1448, 1468, 1516 3561, 3562, 4487, 4608, 4609, 4613, 4614, 4701, 4702, 4753, 4755, 4757, 4760 sebesvonat, személyvonat, vonatpótló – Tiszafüred (103, 108) |